# .eg
.eg ist die länderspezifische Top-Level-Domain (ccTLD) für Ägypten im lateinischen Alphabet. Sie wurde am 30. November 1990 eingeführt und wird vom Egyptian Universities Network (Netzwerk der ägyptischen Universitäten) verwaltet. Die arabische Variante der Adresse ist .مصر (.miṣr).

## Eigenschaften
Wer eine .eg-Domain registrieren möchte, muss einen Wohnsitz oder eine Niederlassung in Ägypten vorweisen, alternativ kann auch eine dritte Person als lokaler Repräsentant gemeldet werden. Außerdem schreibt die Vergabestelle vor, dass .eg-Domains auf ägyptischen Nameservern gehostet werden müssen.

## Bedeutung
Die Top-Level-Domain gehörte zu den ersten Adressen, für die im Mai 2010 ein internationalisiertes Pendant eingeführt wurde. Daher wird der Domain eine überdurchschnittliche Bedeutung besonders im arabischen Raum zugemessen.
Negative Bekanntheit erreichte .eg im Jahr 2011, als der primäre Nameserver für mehrere Wochen nicht erreichbar war. Daher konnten .eg-Domains nur über den sekundären Server aufgelöst werden, der einen veralteten Datenbestand enthielt, sodass einige Webseiten nicht erreichbar waren. Die technischen Probleme der Vergabestelle veranlassten sogar die ICANN zu einer Stellungnahme.